# Serie A de 1956–57
O Campeonato Italiano de Futebol de 1956–57, denominada oficialmente de Serie A 1956-1957, foi a 55.ª edição da principal divisão do futebol italiano e a 25.ª edição da Serie A. O campeão foi o Milan que conquistou seu 6.º título na história do Campeonato Italiano. O artilheiro foi Dino Da Costa, da Roma (22 gols).

## Classificação
| Pos. | Equipes        | Pts | J  | V  | E  | D  | GP | GC | SG  | Classificação ou Rebaixamento             |
| ---- | -------------- | --- | -- | -- | -- | -- | -- | -- | --- | ----------------------------------------- |
| 1    | Milan          | 48  | 34 | 21 | 6  | 7  | 65 | 40 | 25  | Segunda fase da Copa da Europa de 1957–58 |
| 2    | Fiorentina     | 42  | 34 | 16 | 10 | 8  | 55 | 40 | 15  |                                           |
| 3    | Lazio          | 41  | 34 | 14 | 13 | 7  | 52 | 40 | 12  |                                           |
| 4    | Udinese        | 36  | 34 | 15 | 6  | 13 | 59 | 58 | 1   |                                           |
| 5    | Internazionale | 35  | 34 | 11 | 13 | 10 | 53 | 45 | 8   |                                           |
| 5    | Bologna        | 35  | 34 | 12 | 11 | 11 | 54 | 48 | 6   |                                           |
| 5    | Torino         | 35  | 34 | 13 | 9  | 12 | 45 | 42 | 3   |                                           |
| 5    | Sampdoria      | 35  | 34 | 12 | 11 | 11 | 59 | 56 | 3   |                                           |
| 9    | Juventus       | 33  | 34 | 11 | 11 | 12 | 54 | 54 | 0   |                                           |
| 9    | SPAL           | 33  | 34 | 14 | 5  | 15 | 38 | 47 | −9  |                                           |
| 11   | Vicenza        | 32  | 34 | 11 | 10 | 13 | 49 | 51 | −2  |                                           |
| 11   | Napoli         | 32  | 34 | 11 | 10 | 13 | 39 | 41 | −2  |                                           |
| 11   | Padova         | 32  | 34 | 8  | 16 | 10 | 33 | 39 | −6  |                                           |
| 14   | Roma           | 31  | 34 | 10 | 11 | 13 | 53 | 49 | 4   |                                           |
| 14   | Atalanta       | 31  | 34 | 9  | 13 | 12 | 36 | 44 | −8  |                                           |
| 16   | Genoa          | 30  | 34 | 9  | 12 | 13 | 36 | 46 | −10 |                                           |
| 17   | Triestina      | 29  | 34 | 9  | 11 | 14 | 33 | 42 | −9  | Rebaixamento para a Serie B de 1957–58    |
| 18   | Palermo        | 22  | 34 | 7  | 8  | 19 | 32 | 63 | −31 | Rebaixamento para a Serie B de 1957–58    |

## Premiação
| Serie A de 1956–57         |
| Lombardia                  |
| -------------------------- |
| MILAN Campeão (6.º título) |

## Artilheiros
| Pos. | Jogador             | Equipe     | Gols |
| ---- | ------------------- | ---------- | ---- |
| 1    | Dino da Costa       | Roma       | 22   |
| 2    | Giuseppe Secchi     | Udinese    | 18   |
| 3    | Luís Vinício        | Napoli     | 17   |
| 4    | Gastone Bean        | Milan      | 16   |
| 5    | Bengt Lindskog      | Udinese    | 15   |
| 5    | Adriano Bassetto    | Atalanta   | 15   |
| 7    | Miguel Montuori     | Fiorentina | 14   |
| 7    | Carlo Galli         | Milan      | 14   |
| 9    | Gunnar Nordahl      | Roma       | 13   |
| 10   | Ernst Ocwirk        | Sampdoria  | 12   |
| 10   | Eddie Firmani       | Sampdoria  | 12   |
| 10   | Gino Armano         | Torino     | 12   |
| 10   | Cesarino Cervellati | Bologna    | 12   |
| 10   | Amedeo Bonistalli   | Padova     | 12   |
| 15   | Arne Selmosson      | Lazio      | 11   |
| 15   | Giorgio Stivanello  | Juventus   | 11   |
| 15   | Ezio Pascutti       | Bologna    | 11   |
| 15   | Santiago Vernazza   | Palermo    | 11   |